# کلودیو ویلیمن
کلودیو ویلیمن (انگلیسی: Claudio Williman; ۱۰ اکتبر ۱۸۶۱ – ۹ فوریهٔ ۱۹۳۴) سیاستمدار، وکیل، استاد، نویسنده، و مورخ اهل اروگوئه بود. وی از ۱ مارس ۱۹۰۷ تا ۱ مارس ۱۹۱۱ رئیس‌جمهور این کشور بود.
کلودیو ویلیمن در ۹ فوریه ۱۹۳۴، در سن ۷۲ سالگی درگذشت.